# Powiat Przerów
Powiat Przerów (czes. Okres Přerov) – powiat w Czechach, w kraju ołomunieckim. Jego siedziba znajduje się w mieście Przerów. Powierzchnia powiatu wynosi 844,76 km², zamieszkuje go 134 599 osób (gęstość zaludnienia wynosi 159,48 mieszkańców na 1 km²). Powiat ten liczy 104 miejscowości, w tym 6 miast i 3 miasteczka.
Od 1 stycznia 2003 powiaty nie są już jednostką podziału administracyjnego Czech. Podział na powiaty zachowały jednak sądy, policja i niektóre inne urzędy państwowe. Został również zachowany dla celów statystycznych.

## Miejscowości powiatu Przerów
Pogrubioną czcionką wyróżniono miasta i miasteczka:
- Bělotín
- Beňov
- Bezuchov
- Bochoř
- Bohuslávky
- Brodek u Přerova
- Buk
- Býškovice
- Čechy
- Čelechovice
- Černotín
- Císařov
- Citov
- Dobrčice
- Dolní Nětčice
- Dolní Těšice
- Dolní Újezd
- Domaželice
- Dřevohostice
- Grymov
- Hlinsko
- Horní Moštěnice
- Horní Nětčice
- Horní Těšice
- Horní Újezd
- Hrabůvka
- Hradčany
- Hranice
- Hustopeče nad Bečvou
- Jezernice
- Jindřichov
- Kladníky
- Klokočí
- Kojetín
- Kokory
- Křenovice
- Křtomil
- Lazníčky
- Lazníky
- Lhota
- Lhotka
- Lipník nad Bečvou
- Lipová
- Líšná
- Lobodice
- Malhotice
- Měrovice nad Hanou
- Milenov
- Milotice nad Bečvou
- Nahošovice
- Nelešovice
- Oldřichov
- Olšovec
- Opatovice
- Oplocany
- Oprostovice
- Osek nad Bečvou
- Paršovice
- Partutovice
- Pavlovice u Přerova
- Podolí
- Polkovice
- Polom
- Potštát
- Přerov
- Přestavlky
- Prosenice
- Provodovice
- Radíkov
- Radkova Lhota
- Radkovy
- Radotín
- Radslavice
- Radvanice
- Rakov
- Říkovice
- Rokytnice
- Rouské
- Šišma
- Skalička
- Soběchleby
- Sobíšky
- Špičky
- Stará Ves
- Stříbrnice
- Střítež nad Ludinou
- Sušice
- Teplice nad Bečvou
- Tovačov
- Troubky
- Tučín
- Turovice
- Týn nad Bečvou
- Uhřičice
- Ústí
- Veselíčko
- Věžky
- Vlkoš
- Všechovice
- Výkleky
- Zábeštní Lhota
- Žákovice
- Zámrsky
- Želatovice

## Struktura powierzchni
Według danych z 31 grudnia 2003 powiat ma obszar 844,76 km², w tym:
- użytki rolne - 70,92%, w tym 82,77% gruntów ornych
- inne - 29,08%, w tym 54,99% lasów
- liczba gospodarstw rolnych: 770.

## Demografia
Dane z 31 grudnia 2003:
| Opis        | Ogółem  | Kobiety       | Mężczyźni     |
| ----------- | ------- | ------------- | ------------- |
| populacja   | 134 599 | 69 164 51,39% | 65 435 48,61% |
| średni wiek | 38,5    | 40,91         | 37,64         |

- gęstość zaludnienia: 159,48 mieszk./km²
- 62,64% ludności powiatu mieszka w miastach.

## Zatrudnienie
| Mieszkańcy ze stałym zatrudnieniem | 28 921       |
| Średnia pensja miesięczna          | 14 489 koron |
| Bezrobotni                         | 9 575        |
| Stopa bezrobocia                   | 13,84%       |

## Szkolnictwo
W powiecie Przerów działają:
| Rodzaj szkoły                   | Liczba szkół |
| ------------------------------- | ------------ |
| Przedszkola                     | 85           |
| Szkoły podstawowe               | 60           |
| Gimnazja                        | 5            |
| Szkoły średnie techniczne       | 14           |
| Szkoły średnie ogólnokształcące | 8            |
| Szkoły wyższe                   |              |

## Służba zdrowia
| Lekarze                               | 449 |
| Szpitale                              | 2   |
| Specjalistyczne ośrodki terapeutyczne | 2   |
| Gabinety dentystyczne                 | 72  |
| Apteki                                | 24  |